# Lista över fornlämningar i Växjö kommun (Vederslöv)
Lista över fornlämningar i Växjö kommun (Vederslöv) är en förteckning av ett urval av de fornlämningar som finns i Vederslöv i Växjö kommun.
| Namn                                    | Lämningstyp                 | Tillkomsttid | Historisk indelning | Plats | Läge                 | ID-nr          | Bild                                 |
| --------------------------------------- | --------------------------- | ------------ | ------------------- | ----- | -------------------- | -------------- | ------------------------------------ |
| Vederslöv 5:1                           | Gravfält                    |              | Vederslöv, Småland  |       | 56.814538, 14.686189 | 10076600050001 | Ladda upp en bild av detta fornminne |
| Vederslöv 10:1                          | Röse                        |              | Vederslöv, Småland  |       | 56.810443, 14.687089 | 10076600100001 | Ladda upp en bild av detta fornminne |
| Ormabacken (Vederslöv 13:1)             | Stenkrets                   |              | Vederslöv, Småland  |       | 56.781008, 14.701286 | 10076600130001 | Ladda upp en bild av detta fornminne |
| Vederslöv 14:1                          | Grav markerad av sten/block |              | Vederslöv, Småland  |       | 56.782400, 14.702797 | 10076600140001 | Ladda upp en bild av detta fornminne |
| Vidars kullar (Vederslöv 16:1)          | Gravfält                    |              | Vederslöv, Småland  |       | 56.791719, 14.728967 | 10076600160001 | Ladda upp en bild av detta fornminne |
| Vederslöv 17:1                          | Hällristning                |              | Vederslöv, Småland  |       | 56.796841, 14.724686 | 10076600170001 | Ladda upp en bild av detta fornminne |
| Lilla Tjuvaröret (Vederslöv 19:1)       | Röse                        |              | Vederslöv, Småland  |       | 56.804714, 14.722707 | 10076600190001 | Ladda upp en bild av detta fornminne |
| nr 1) Stora Tjuvaröret (Vederslöv 20:1) | Röse                        |              | Vederslöv, Småland  |       | 56.805481, 14.722614 | 10076600200001 | Ladda upp en bild av detta fornminne |
| nr 1) Stora Tjuvaröret (Vederslöv 20:2) | Stensättning                |              | Vederslöv, Småland  |       | 56.805250, 14.722695 | 10076600200002 | Ladda upp en bild av detta fornminne |
| Vederslöv 21:1                          | Stenkrets                   |              | Vederslöv, Småland  |       | 56.803092, 14.724881 | 10076600210001 | Ladda upp en bild av detta fornminne |
| Vederslöv 21:2                          | Stenkrets                   |              | Vederslöv, Småland  |       | 56.803369, 14.724647 | 10076600210002 | Ladda upp en bild av detta fornminne |
| Ekebacken (Vederslöv 22:1)              | Stensättning                |              | Vederslöv, Småland  |       | 56.802366, 14.724363 | 10076600220001 | Ladda upp en bild av detta fornminne |
| Ekebacken (Vederslöv 22:2)              | Stensättning                |              | Vederslöv, Småland  |       | 56.802314, 14.724240 | 10076600220002 | Ladda upp en bild av detta fornminne |
| Ekebacken (Vederslöv 22:3)              | Stensättning                |              | Vederslöv, Småland  |       | 56.802381, 14.724144 | 10076600220003 | Ladda upp en bild av detta fornminne |
| Hullaberget (Vederslöv 23:1)            | Röse                        |              | Vederslöv, Småland  |       | 56.812540, 14.702571 | 10076600230001 | Ladda upp en bild av detta fornminne |
| Hullaberget (Vederslöv 24:1)            | Röse                        |              | Vederslöv, Småland  |       | 56.813645, 14.701952 | 10076600240001 | Ladda upp en bild av detta fornminne |
| Kullaröret (Vederslöv 30:1)             | Röse                        |              | Vederslöv, Småland  |       | 56.795231, 14.729002 | 10076600300001 | Ladda upp en bild av detta fornminne |
| Vederslöv 32:1                          | Stensättning                |              | Vederslöv, Småland  |       | 56.811183, 14.701623 | 10076600320001 | Ladda upp en bild av detta fornminne |
| Vederslöv 33:1                          | Stensättning                |              | Vederslöv, Småland  |       | 56.803356, 14.723960 | 10076600330001 | Ladda upp en bild av detta fornminne |
| Vederslöv 34:1                          | Röse                        |              | Vederslöv, Småland  |       | 56.795757, 14.728763 | 10076600340001 | Ladda upp en bild av detta fornminne |
| Vederslöv 34:2                          | Stensättning                |              | Vederslöv, Småland  |       | 56.795963, 14.728626 | 10076600340002 | Ladda upp en bild av detta fornminne |
| Vederslöv 34:3                          | Stensättning                |              | Vederslöv, Småland  |       | 56.796056, 14.728585 | 10076600340003 | Ladda upp en bild av detta fornminne |
| Vederslöv 35:1                          | Stensättning                |              | Vederslöv, Småland  |       | 56.763200, 14.705938 | 10076600350001 | Ladda upp en bild av detta fornminne |
| Vederslöv 35:2                          | Stensättning                |              | Vederslöv, Småland  |       | 56.763056, 14.706007 | 10076600350002 | Ladda upp en bild av detta fornminne |
| Vederslöv 60:1                          | Stensättning                |              | Vederslöv, Småland  |       | 56.804397, 14.657839 | 10076600600001 | Ladda upp en bild av detta fornminne |
| Vederslöv 68:1                          | Röse                        |              | Vederslöv, Småland  |       | 56.772657, 14.702407 | 10076600680001 | Ladda upp en bild av detta fornminne |
| Vederslöv 69:1                          | Hällristning                |              | Vederslöv, Småland  |       | 56.758715, 14.716742 | 10076600690001 | Ladda upp en bild av detta fornminne |
| Vederslöv 85:1                          | Stensättning                |              | Vederslöv, Småland  |       | 56.780667, 14.695671 | 10076600850001 | Ladda upp en bild av detta fornminne |
| Vederslöv 86:1                          | Hällristning                |              | Vederslöv, Småland  |       | 56.780248, 14.694632 | 10076600860001 | Ladda upp en bild av detta fornminne |
| Vederslöv 91:1                          | Hällristning                |              | Vederslöv, Småland  |       | 56.779248, 14.695003 | 10076600910001 | Ladda upp en bild av detta fornminne |
| Vederslöv 95:1                          | Stensättning                |              | Vederslöv, Småland  |       | 56.765772, 14.694209 | 10076600950001 | Ladda upp en bild av detta fornminne |
| Vederslöv 95:2                          | Stenkammargrav              |              | Vederslöv, Småland  |       | 56.765921, 14.694099 | 10076600950002 | Ladda upp en bild av detta fornminne |
| Kyrkbacken (Vederslöv 104:1)            | Röse                        |              | Vederslöv, Småland  |       | 56.754744, 14.667974 | 10076601040001 | Ladda upp en bild av detta fornminne |
| Kyrkbacken (Vederslöv 104:2)            | Stenkrets                   |              | Vederslöv, Småland  |       | 56.754835, 14.668070 | 10076601040002 | Ladda upp en bild av detta fornminne |
| Vederslöv 108:1                         | Stenkammargrav              |              | Vederslöv, Småland  |       | 56.747477, 14.684516 | 10076601080001 | Ladda upp en bild av detta fornminne |
| Vederslöv 109:1                         | Röse                        |              | Vederslöv, Småland  |       | 56.747650, 14.683759 | 10076601090001 | Ladda upp en bild av detta fornminne |
| Vederslöv 110:1                         | Grav markerad av sten/block |              | Vederslöv, Småland  |       | 56.774794, 14.698721 | 10076601100001 | Ladda upp en bild av detta fornminne |
| Vederslöv 113:1                         | Röse                        |              | Vederslöv, Småland  |       | 56.767935, 14.684524 | 10076601130001 | Ladda upp en bild av detta fornminne |
| Vederslöv 114:1                         | Gravfält                    |              | Vederslöv, Småland  |       | 56.767391, 14.685712 | 10076601140001 | Ladda upp en bild av detta fornminne |
| Vederslöv 115:1                         | Röse                        |              | Vederslöv, Småland  |       | 56.796214, 14.681921 | 10076601150001 | Ladda upp en bild av detta fornminne |
| Vederslöv 117:1                         | Röse                        |              | Vederslöv, Småland  |       | 56.798608, 14.682368 | 10076601170001 | Ladda upp en bild av detta fornminne |
| Vederslöv 119:1                         | Röse                        |              | Vederslöv, Småland  |       | 56.769941, 14.684811 | 10076601190001 | Ladda upp en bild av detta fornminne |
| Vederslöv 121:1                         | Röse                        |              | Vederslöv, Småland  |       | 56.790999, 14.658155 | 10076601210001 | Ladda upp en bild av detta fornminne |
| Vederslöv 122:1                         | Röse                        |              | Vederslöv, Småland  |       | 56.822476, 14.694944 | 10076601220001 | Ladda upp en bild av detta fornminne |
| Vederslöv 125:1                         | Stenkammargrav              |              | Vederslöv, Småland  |       | 56.798501, 14.710196 | 10076601250001 | Ladda upp en bild av detta fornminne |
| Vederslöv 287                           | Stensättning                |              | Vederslöv, Småland  |       | 56.783262, 14.670362 | 12000000019641 | Ladda upp en bild av detta fornminne |
| Vederslöv 396                           | Stenkammargrav              |              | Vederslöv, Småland  |       | 56.745161, 14.666305 | 12000000019819 | Ladda upp en bild av detta fornminne |
| Vederslöv 427                           | Stensättning                |              | Vederslöv, Småland  |       | 56.790847, 14.656058 | 12000000019861 | Ladda upp en bild av detta fornminne |
| Vederslöv 533                           | Gravfält                    |              | Vederslöv, Småland  |       | 56.790129, 14.718661 | 12000000019994 | Ladda upp en bild av detta fornminne |
| Vederslöv 586                           | Hällristning                |              | Vederslöv, Småland  |       | 56.760344, 14.703714 | 12000000020093 | Ladda upp en bild av detta fornminne |
| Vederslöv 587                           | Hällristning                |              | Vederslöv, Småland  |       | 56.761288, 14.703692 | 12000000020095 | Ladda upp en bild av detta fornminne |
| Vederslöv 601                           | Hällristning                |              | Vederslöv, Småland  |       | 56.809954, 14.684631 | 12000000020110 | Ladda upp en bild av detta fornminne |
| Vederslöv 634                           | Stensättning                |              | Vederslöv, Småland  |       | 56.771890, 14.729355 | 12000000020234 | Ladda upp en bild av detta fornminne |
| Vederslöv 635                           | Hällristning                |              | Vederslöv, Småland  |       | 56.771463, 14.730440 | 12000000020235 | Ladda upp en bild av detta fornminne |